# Brignoliella maros
Brignoliella maros är en spindelart som beskrevs av Pekka T. Lehtinen 1981. Brignoliella maros ingår i släktet Brignoliella och familjen Tetrablemmidae.
Artens utbredningsområde är Sulawesi. Inga underarter finns listade.